# Rhopalostylis baueri
Rhopalostylis baueri là loài thực vật có hoa thuộc họ Arecaceae. Loài này được (Hook.f.) H.Wendl. & Drude miêu tả khoa học đầu tiên năm 1877.

## Hình ảnh

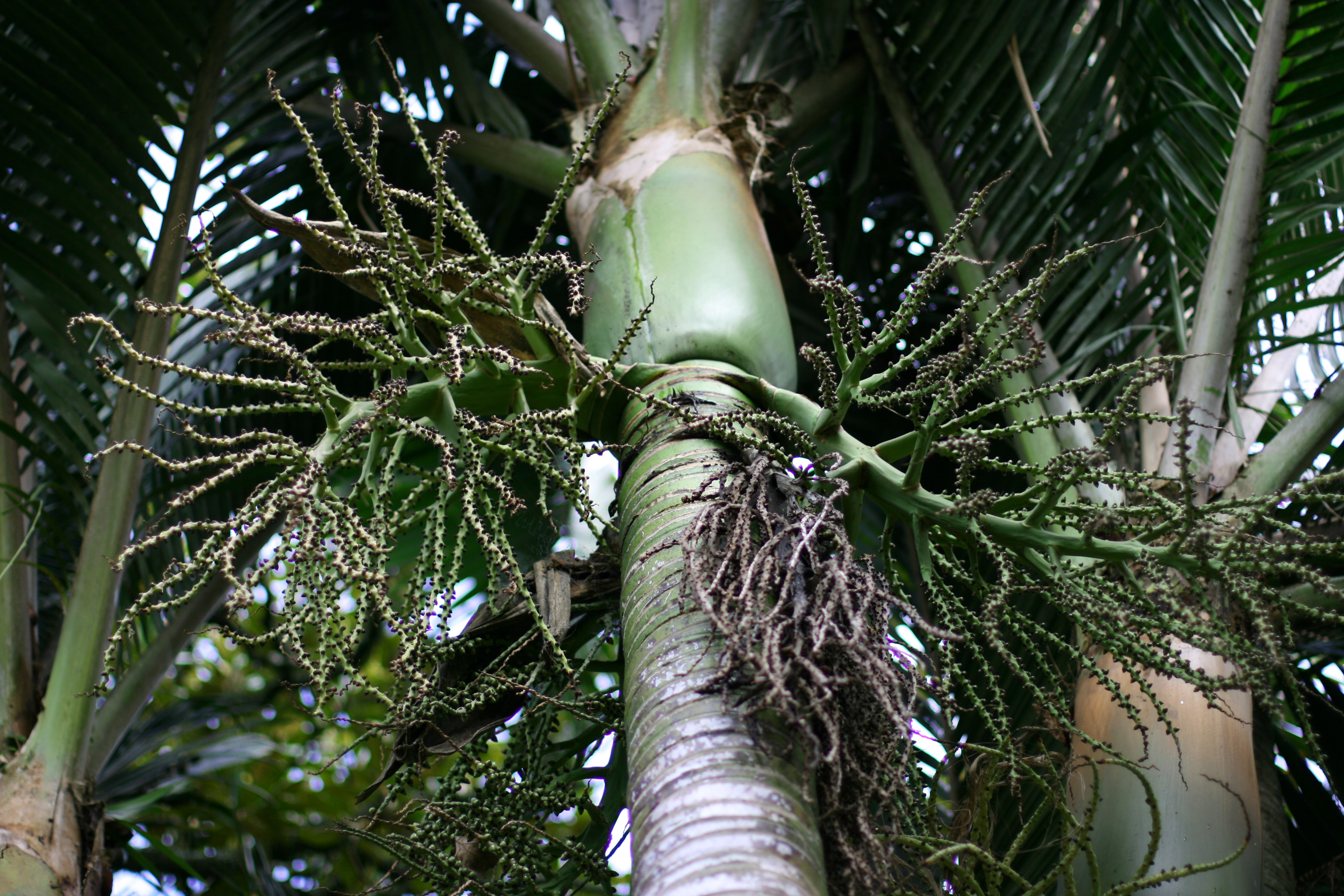
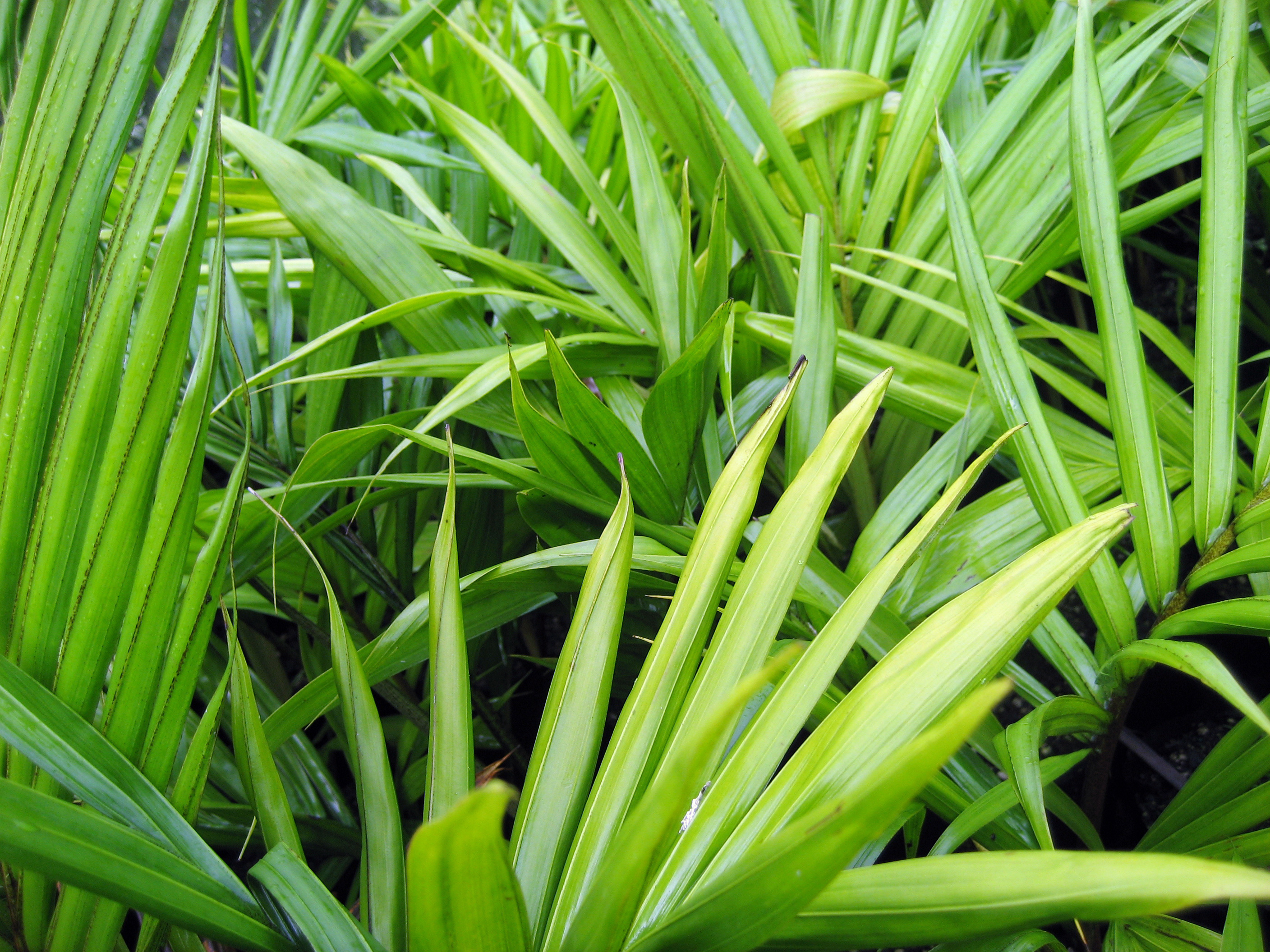
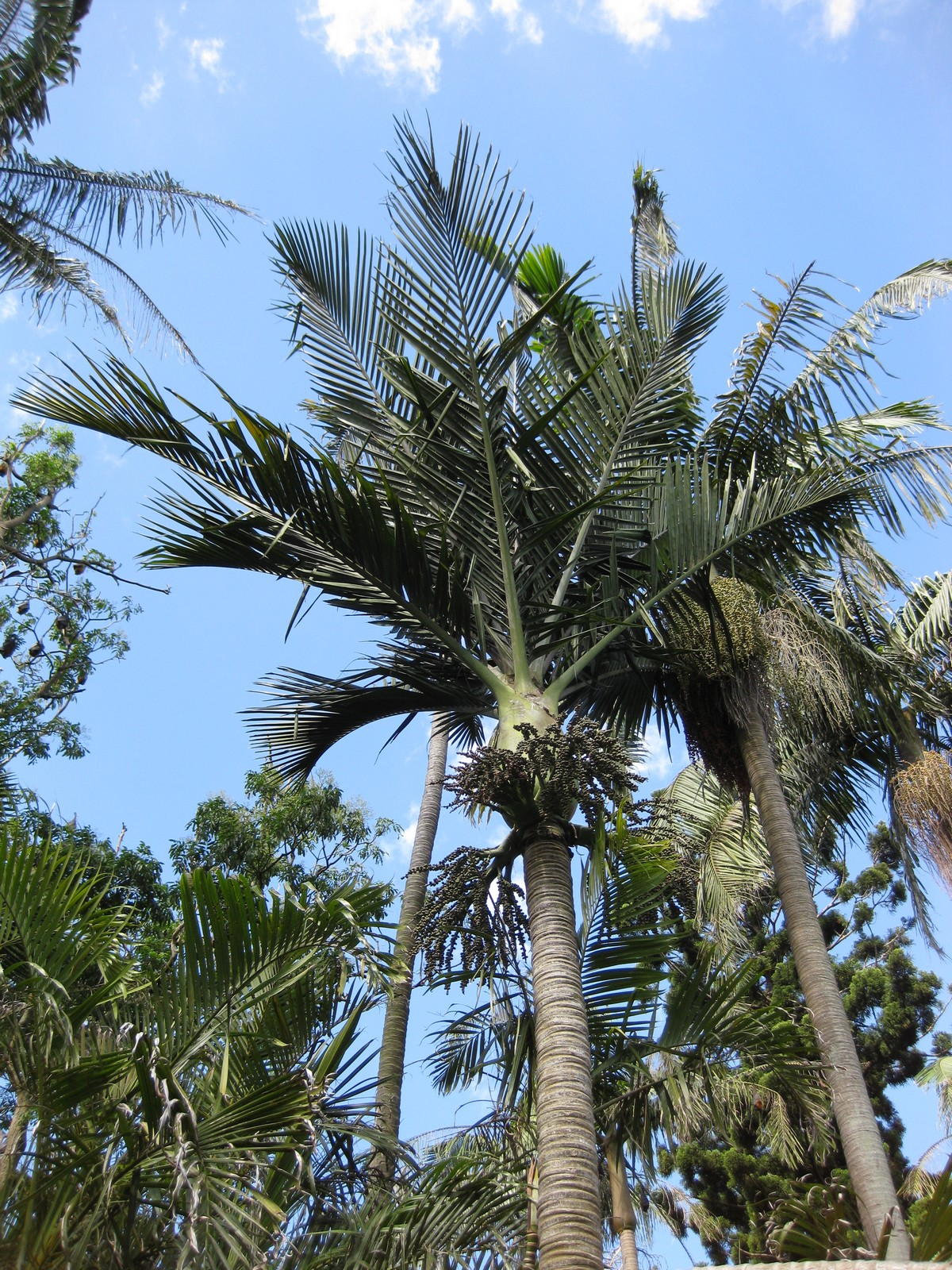
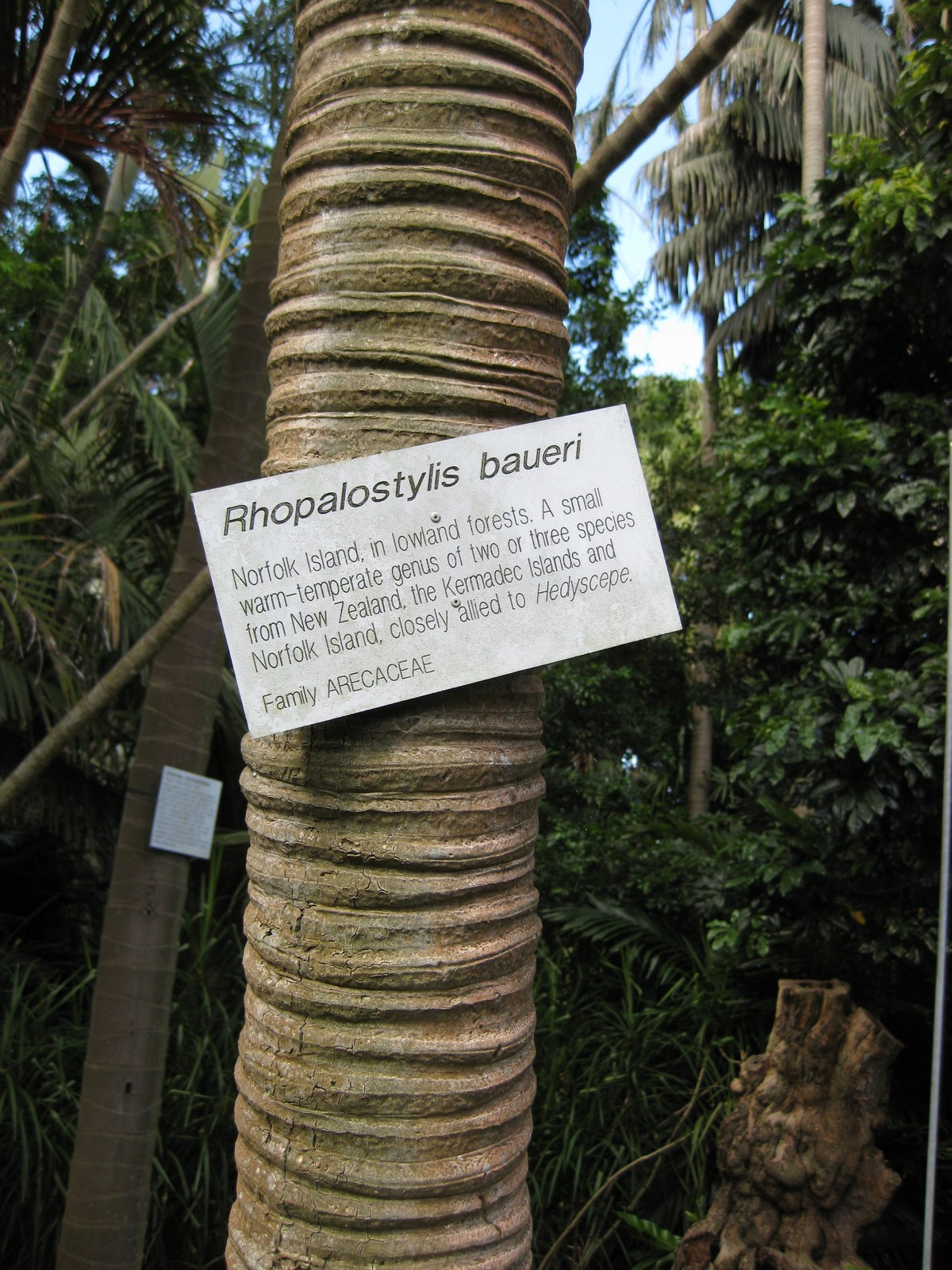